# フィリッパ・スー
フィリッパ・アン・スー(Phillipa Anne Soo, 1990年5月31日 - )はアメリカ合衆国の女優である。ブロードウェイミュージカル『ハミルトン』のイライザ・ハミルトン役のオリジナルキャストとして知られており、2016年のトニー賞ミュージカル主演女優賞にノミネートされた他、同年のグラミー賞では最優秀ミュージカルアルバム賞を受賞した。
また、オフ・ブロードウェイ版『ナターシャ・ピエール・アンド・ザ・グレート・コメット・オブ・1812(2012)』のナターシャ役、ブロードウェイ版『アメリ(2017)』のアメリ役オリジナルキャストとしても知られる。
2020年に公開された映画『フェイフェイと月の冒険』では、チャンウーの声優を務めた。
2016年のブロードウェイ公演の模様を収録した、2020年にDisney+で公開された映画『ハミルトン』のパフォーマンスによって、2021年の第73回プライムタイム・エミー賞にて助演女優賞(リミテッドシリーズ/テレビ映画部門)にノミネートされた。

## 生い立ち
1990年5月31日にイリノイ州リバティビルにて生まれた。中国系アメリカ人であり、父方の祖父母が中国からアメリカへの移住者である。父親は医者、母親は芸術関係の仕事に就いている。
2012年、ジュリアード音楽院の演劇部門を卒業した。

## キャリア

### 舞台
2012年にジュリアード音楽院を卒業後、レオ・トルストイの『戦争と平和』を原作としたデイブ・マロイのミュージカル『ナターシャ・ピエール・アンド・ザ・グレート・コメット・オブ・1812』にナターシャ役でキャスティングされた。

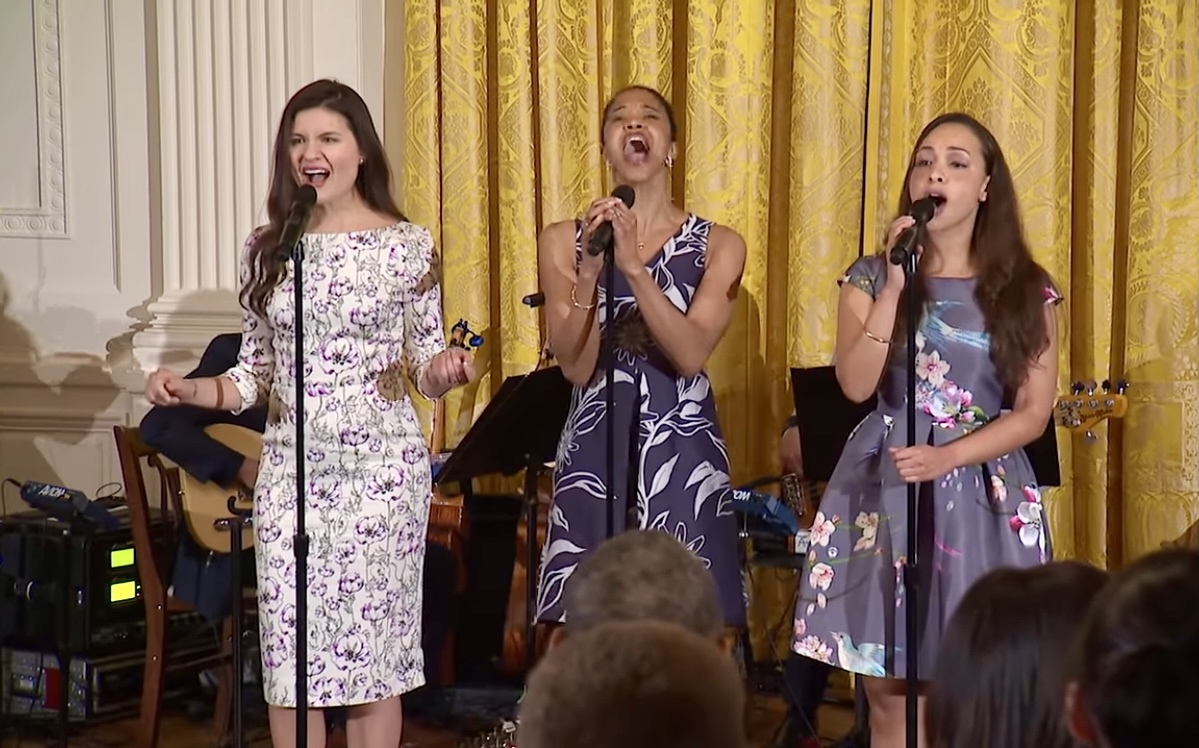
ホワイトハウスにて『ハミルトン』のキャストらとパフォーマンスをするフィリッパ・スー(左)

『グレート・コメット』のパフォーマンスを観た『ハミルトン』のディレクター トーマス・ケイルと作曲家および脚本家のリン＝マニュエル・ミランダに、2014年始めに行われる読み合わせにイライザ役として勧誘された。その後、同作のオフ・ブロードウェイ公演、ブロードウェイ公演に出演し、ブロードウェイデビューを飾った。2016年のトニー賞ミュージカル主演女優賞にローラ・ベナンティ、カーメン・キューザック、ジェシー・ミューラー、またこの部門を受賞したシンシア・エリヴォと共にノミネートされた。2016年7月9日を最終公演とし、イライザ役はレクシー・ローソンへ引き継がれた。
2016年12月から2017年1月の間、ロサンゼルスのアーマンソン・シアターにおいて、ミュージカル『アメリ』のアメリ役を演じた。同年3月9日よりブロードウェイ ウォルター・カー劇場にてプレビュー公演が開幕した。本公演は4月3日に開幕し、同年の5月21に閉幕した。
2017年よりボー・ウィリモンが脚本を手掛けたブロードウェイ舞台『The Parisian Woman』にてレベッカ役を演じた。本作は2017年11月7日にハドソン劇場にプレビュー公演が開幕した。本公演は11月30日に開幕し、2018年3月11日に閉幕した。

### 映画・テレビ
2013年、NBCのテレビドラマ『SMASH』においてレクシー役でキャスティングされた。レクシーは第2シーズンで5エピソードに登場した。
2018年にはCBSのテレビドラマ『The Code』にキャスティングされた。2019年7月に打ち切りが決まったため、1シーズンのみ放送された。
2020年には、2016年のブロードウェイ公演の模様を収録した映画『ハミルトン』がDisney+にて公開された。このパフォーマンスによって、2021年の第73回プライムタイム・エミー賞にて助演女優賞(リミテッドシリーズ/テレビ映画部門)にノミネートされた。

### 慈善活動
『ハミルトン』で自身が演じたイライザ・ハミルトンに感銘を受け、ミュージカルの最後にも言及されているニューヨーク市において最初に建てられた私設孤児院であり、現在は子どもたちやその家族を支援する組織であるグラハムウィンダムと共に、「イライザ・プロジェクト」を発足した。この活動を通して、子どもたちに演技やダンス、ラップなどのワークショップを開いている。

## 私生活
2016年2月に俳優スティーヴン・パスクァールと婚約し、2017年9月24日に結婚した。
2020年の30歳の誕生日に犬を迎え、ビリーと名付けた。

## 出演作品

### 映画
| 年   | 邦題 原題                                                         | 役名                    | 備考                                     | 吹き替え   |
| ---- | ----------------------------------------------------------------- | ----------------------- | ---------------------------------------- | ---------- |
| 2013 | Keep The Change                                                   | Karen                   | 短編映画                                 |            |
| 2016 | モアナと伝説の海 Moana                                            | -                       | 声の出演                                 |            |
| 2018 | 私のニューヨーク Here and Now                                     | ウーナ                  |                                          |            |
| 2020 | ハミルトン Hamilton                                               | イライザ・ハミルトン    | 2016年のブロードウェイ公演を撮影した映画 |            |
| 2020 | ゴリラのアイヴァン The One and Only Ivan                          | オウムのセルマ          | 声の出演                                 | 大平あひる |
| 2020 | ブロークン・ハート・ギャラリー The Broken Hearts Gallery          | ナディーン              |                                          | 杉山里穂   |
| 2020 | フェイフェイと月の冒険 Over the Moon                              | チャンウー              | 声の出演                                 | 佐久間友理 |
| 2021 | Tick, tick... BOOM! : チック、チック…ブーン！ Tick, Tick... Boom! | 『Sunday』レジェンド    | カメオ出演                               |            |
| 2022 | Blue's Big City Adventure                                         | オーディション参加者 #4 | カメオ出演                               |            |
| 2022 | One True Loves                                                    | Emma Blair              |                                          |            |

### テレビ
| 年   | 邦題 原題                                      | 役名                 | 備考               | 吹き替え |
| ---- | ---------------------------------------------- | -------------------- | ------------------ | -------- |
| 2013 | SMASH Smash                                    | レクシー             | 計5話出演          |          |
| 2014 | Dangerous Liaisons                             | Nia                  | テレビ映画         |          |
| 2019 | The Code                                       | Lieutenant Harper Li | 計13話出演         |          |
| 2021 | ザ・バイト The Bite                            | シンディ・エステレオ | 計6話出演          |          |
| 2021 | DOPESICK アメリカを蝕むオピオイド危機 Dopesick | アンバー・コリンズ   | 計7話出演          |          |
| 2022 | シャイニング・ガール Shining Girls             | ジニー               | 計8話出演          | 村田遥   |
| 2024 | ドクターオデッセイ Doctor Odyssey              | エイブリー・モーガン | メインキャラクター |          |

### 舞台
| 年      | 邦題 原題                                                                                                  | 役名                         | 劇場                                   | カテゴリ                       |
| ------- | --- | ---------------------------- | -------------------------------------- | ------------------------------ |
| 2012    | ナターシャ・ピエール・アンド・ザ・グレート・コメット・オブ・1812 Natasha, Pierre & The Great Comet of 1812 | ナターシャ                   | Ars Nova                               | オフ・ブロードウェイ           |
| 2013–14 | ナターシャ・ピエール・アンド・ザ・グレート・コメット・オブ・1812 Natasha, Pierre & The Great Comet of 1812 | ナターシャ                   | ミートパッキング・ディストリクトKazino | オフ・ブロードウェイ           |
| 2015    | ハミルトン Hamilton                                                                                        | イライザ・ハミルトン         | パブリックシアター                     | オフ・ブロードウェイ           |
| 2015–16 | ハミルトン Hamilton                                                                                        | イライザ・ハミルトン         | リチャード・ロジャース劇場             | ブロードウェイ                 |
| 2016–17 | アメリ Amélie                                                                                              | アメリ                       | アーマンソン・シアター                 | 地方公演、プレ・ブロードウェイ |
| 2017    | アメリ Amélie                                                                                              | アメリ                       | ウォルター・カー劇場                   | ブロードウェイ                 |
| 2017–18 | The Parisian Woman                                                                                         | Rebecca                      | ハドソン劇場                           | ブロードウェイ                 |
| 2020    | Tumacho | Catalina Vucovich-Villalobos | Connelly Theater                       | オフ・ブロードウェイ           |
| 2022    | Suffs | イネス・ミルホランド         | パブリックシアター                     | オフ・ブロードウェイ           |
| 2022    | イントゥ・ザ・ウッズ Into The Woods                                                                        | シンデレラ                   | セント・ジェームス劇場                 | ブロードウェイ                 |
| 2022    | ガイズ＆ドールズ Guys and Dolls                                                                            | サラ・ブラウン               | ケネディセンター                       | 地方公演                       |
| 2023    | キャメロット Camelot                                                                                       | グィネヴィア                 | ヴィヴィアン・バーモント劇場           | ブロードウェイ                 |

### 著書
・ Piper Chen Sings. Random House Children's Books. (2024-04-02). ISBN 9780593564691

## 受賞歴
| 年   | 賞                                         | カテゴリ                                      | 作品名                                                           | 結果       | Ref.   |
| ---- | ------------------------------------------ | --------------------------------------------- | ---------------------------------------------------------------- | ---------- | ------ |
| 2013 | ドラマ・リーグ賞                           | パフォーマンス賞                              | ナターシャ・ピエール・アンド・ザ・グレート・コメット・オブ・1812 | ノミネート |        |
| 2014 | ルシル・ローテル賞                         | ミュージカル部門主演女優賞                    | ナターシャ・ピエール・アンド・ザ・グレート・コメット・オブ・1812 | ノミネート |        |
| 2015 | ルシル・ローテル賞                         | ミュージカル部門主演女優賞                    | ハミルトン                                                       | 受賞       |        |
| 2015 | クレランスダーウェント賞                   | 最も有望な女性パフォーマー賞                  | ハミルトン                                                       | 受賞       |        |
| 2016 | トニー賞                                   | ミュージカル主演女優賞                        | ハミルトン                                                       | ノミネート |        |
| 2016 | グラミー賞                                 | 最優秀ミュージカルアルバム賞                  | ハミルトン                                                       | 受賞       |        |
| 2020 | クリティクス・チョイス・スーパー・アワード | アニメ映画女性声優賞                          | フェイフェイと月の冒険                                           | ノミネート | [ 20 ] |
| 2021 | エミー賞                                   | 助演女優賞(リミテッドシリーズ/テレビ映画部門) | ハミルトン                                                       | ノミネート |        |
| 2023 | グラミー賞                                 | 最優秀ミュージカルアルバム賞                  | イントゥ・ザ・ウッズ                                             | 受賞       |        |